# Incubo in corsia
Incubo in corsia (The Dead Pit) è un film del 1989 diretto da Brett Leonard, al suo esordio dietro la macchina da presa.

## Trama
Una ragazza si trova misteriosamente ricoverata in un ospedale psichiatrico, seguita da un sinistro medico, il dottor Gerald Swan. Quest'ultimo ha avuto in passato a che fare con dei terribili esperimenti nei sotterranei dell'ospedale. Un terremoto libererà degli zombi che aveva murato lui stesso dietro una porta nel sotterraneo.

## Distribuzione
Il film, dopo essere stato proiettato il 10 maggio 1990 al "Dylan Dog Horror Fest" di Milano è stato distribuito nelle sale cinematografiche italiane a partire dal mese di giugno del 1990.

### Data di uscita
Alcune date di uscita internazionali nel corso degli anni sono state:
- 1º febbraio 1989 negli Stati Uniti (The Dead Pit)[4]
- 28 giugno 1990 in Italia[5]
- 27 aprile 1992 nel Regno Unito (The Dead Pit)[6]

### Edizioni home video
In Italia è stata distribuita, nel circuito home video, una videocassetta della pellicola dalla Eagle Home Video con il codice EHV 00019.